# Moulin à vent du Val Hulin
Le moulin à vent du Val Hulin est un moulin situé en France sur la commune de Turquant, dans le département de Maine-et-Loire en région Pays de la Loire.
Ce moulin fait l'objet d'un classement au titre des monuments historiques depuis le 27 mai 1963.

## Localisation
Le moulin est situé dans le département français de Maine-et-Loire, sur la commune de Turquant.

## Historique
L'édifice est classé au titre des monuments historiques en 1963.